# Elsie Burrell
Pour les articles homonymes, voir Burrell.
Elsie Burrell (1885-1955) est une artiste, aquarelliste et portraitiste britannique.

## Biographie
Fille de Robert George Burrell et d’Ellen Alborough Cockayne, elle naît à Thetford (Norfolk) le 10 février 1885 dans une famille d’industriels fabricants de machines à vapeur. Elle est la deuxième d’une fratrie de sept filles et un fils.
Très tôt, elle montre un talent pour l’aquarelle : à l’âge de 11 ans, elle remporte un prix dans une exposition locale. Elle se spécialise dans le portrait et, de 21 à 23 ans, elle participe à d’autres expositions. 
Restée célibataire, elle s’installe à Londres et entame une carrière de portraitiste professionnelle : en 1913, elle réalise notamment les portraits de l’acteur Gerald du Maurier et de plusieurs comédiennes (Gladys Cooper, Marie Löhr, Muriel Beaumont et Irene Vanbrugh). Ces portraits sont reproduits dans les journaux et sous forme de cartes postales. Une première exposition présente ses œuvres en mai 1913.
Elle pratique aussi le portrait de particuliers (p. ex. Miriam Rothschild enfant, Mrs Geoffrey Lee, reproduit dans le journal The Tatler). Une deuxième exposition a lieu en mars 1914 ; à cette occasion des reproductions imprimées et encadrées de ses œuvres sont mises en vente.
Ses expositions font l’objet de plusieurs comptes rendus dans les journaux londoniens. Selon les critiques, son style est empreint de grâce et de simplicité, et s’il n’est pas exempt d’une certaine tendance à enjoliver les modèles des portraits, il évolue rapidement vers une réelle capacité à capter leurs expressions et à atteindre une grande ressemblance.
En 1915, elle réalise et expose des portraits de soldats. À l’occasion d’une séance de pose, elle rencontre le Major Boyd Alexander Cunninghame (né en Australie en 1871), héros de guerre qui a participé à la guerre des Boers, et qui, durant la première guerre mondiale, s’est illustré en combattant les Allemands en Rhodésie en décembre 1914 et en 1915. Blessé en septembre, il est venu en convalescence à Londres. Le mariage a lieu le 12 juillet 1916. Le Major Cunninghame possédant deux fermes en Rhodésie à Makeni, dans la région de Lusaka, Elsie suit son époux en Afrique, abandonnant sa carrière d’artiste et la pratique de l’aquarelle. En mars 1917, le Major Cunninghame meurt de fièvre typhoïde à Elisabethville (Congo belge), lors d’un voyage du couple au Katanga. Durant trois ans, Elsie gère seule les deux fermes, avec succès.
En 1920, Sir Randolf Baker (1879-1959), homme politique et militaire durant la guerre, rencontre Elsie à Makeni. Ils se marient le 29 juin 1920, à Livingstone (Rhodésie). Le couple exploite les fermes et se partage progressivement entre la Rhodésie et la propriété Baker de Ranston (à Blanford, dans le Dorset). En 1925 naît leur fille Selina.
Après avoir mené la vie d’une Lady, Elsie décède à Iwerne Courtney (Dorset) le 1er février 1955.